# Tufve Nilsson
Tufve Nilsson, född 5 maj 1839 i Hjärnarp, död där 27 september 1923, var en svensk amatörorgelbyggare och snickare i Hjärnarp, Sverige.

## Biografi
Nilsson föddes 5 maj 1839 på Svenstorp 1 i Hjärnarp. Han var son till rusthållaren Nils Olsson (1806–1852) och Petronella Torbjörnsdotter. Nilsson flyttade 1857 till Ängelholm och blev lärling hos snickaren Fredrik Andersson. Men flyttade tillbaka till sitt föräldrahem 1858. 1866 flyttade han till Stockholm.
Nilsson flyttade år 1875 till Svenstorp och år 1892 till Margretetorp 1.

## Orglar
| År   | Ursprunglig kyrka       | Stift | Bild | Manualer | Pedal   | Stämmor | Bevarad orgel/fasad | Övrigt |
| ---- | ----------------------- | ----- | ---- | -------- | ------- | ------- | ------------------- | --- |
| 1866 | Hovs kyrka, Skåne       | Lunds |      |          |         | 5       | Nej/Nej             | En ny orgel byggdes 1912 av Eskil Lundén, Göteborg.                                                                                       |
| 1885 | Rya kyrka, Örkelljunga  | Lunds |      |          |         | 4       | Nej/Nej             | En ny orgel byggdes 1916 av Eskil Lundén, Göteborg.                                                                                       |
| 1890 | Oderljunga kyrka        | Lunds |      | 1        | Bihängd | 7       | Ja/Ja               | 1985 renoverades orgeln av A. Mårtenssons Orgelfabrik AB, Lund. Innan läktarorgeln byggdes 1951 användes denna orgel som huvudinstrument. |
| 1900 | Skånes-Fagerhults kyrka | Lunds |      |          |         |         | Nej/Nej             | En ny orgel byggdes 1947 av John Grönvall Orgelbyggeri, lilla Edet.                                                                       |

### Renoverade orglar
| År   | Ursprunglig kyrka   | Stift | Bild | Manualer | Pedal | Stämmor | Bevarad orgel/fasad | Övrigt |
| ---- | ------------------- | ----- | ---- | -------- | ----- | ------- | ------------------- | --- |
| 1885 | Västra Karups kyrka | Lunds |      |          | 11    |         | Nej/Nej             | Renoverade en orgel 1885. Den var byggd 1847 av Erik Henrik Lysell och M. Hellquist. En ny orgel byggdes 1902 av Thorsell & Erikson, Göteborg. |